# William Noel-Hill (3e baron Berwick)
Pour les articles homonymes, voir Noël (homonymie) et Hill.
William Noel-Hill, 3e baron Berwick, (21 octobre 1773-4 août 1842), est un pair, homme politique et diplomate britannique.

## Biographie
Né William Hill, il est le deuxième fils de Noel Hill, qui est créé baron Berwick en 1784, et de son épouse, Anna, petite-fille maternelle de Thomas Wentworth, 1er comte de Strafford. Il fait ses études à la Rugby School et au Jesus College de Cambridge, où il obtient son diplôme de MA en 1793 .
De 1796 à 1812, il est député conservateur de Shrewsbury et de Marlborough de 1814 à 1818.
Il commande la cavalerie de Shrewsbury Yeomanry depuis sa création en 1798 jusqu'en 1804, date à laquelle le commandement est confié à Charles Dallas  et de la milice du Shropshire en tant que lieutenant-colonel de 1801 à 1814, bien qu'il ait exercé des fonctions diplomatiques à l'étranger pendant cette période .
Il va en France en tant qu'attaché au chargé d'affaires britannique à Paris en novembre 1801, et est de service pendant la trêve provoquée par la paix d'Amiens. Lorsque les guerres napoléoniennes reprennent, il est brièvement en captivité, mais s'est enfui en Angleterre . En 1805, il est nommé ambassadeur à Ratisbonne (bien que les guerres napoléoniennes l'aient empêché de prendre ses fonctions), au royaume de Sardaigne, dont la cour est exilée par la guerre à Cagliari en 1807 et à Turin en 1814 après la défaite de Napoléon, et dans le royaume des Deux-Siciles à Naples en 1824. Cette même année, lui et son frère cadet prennent le nom de famille supplémentaire de Noël, de son grand-père, et sont créés conseillers privés. En 1822, il a rejeté l'offre de George Canning d'un poste de sous-secrétaire d'État parlementaire aux Affaires étrangères.
En 1832, il hérite de la baronnie de Berwick de son frère aîné mort sans enfant, Thomas. Bien qu'il ait été brièvement fiancé à Esther Stanhope, il est décédé célibataire et sans descendance légitime à Red Rice, Hampshire, en 1842, âgé de soixante-huit ans, et son titre est transmis à son frère cadet, Richard Noel-Hill (4e baron Berwick). Il est enterré dans le caveau familial de l'église paroissiale de St Eata, Atcham.